# Sergiu Buș
Sergiu Florin Buș (ur. 2 listopada 1992 w Klużu-Napoce) – rumuński piłkarz grający na pozycji środkowego napastnika w klubie CFR Cluj.

## Kariera juniorska
Sergiu Buș swoją przygodę z piłką rozpoczynał w młodzieżowych drużynach klubu CFR Cluj.  W 2006 roku dołączył do drużyny do lat 17 CFR Cluj. Rok później Rumuna przeniesiono do drużyny do lat 19. Grał tam dwa lata, a 1 lipca 2009 roku wcielono go do drużyny seniorskiej.

## Kariera seniorska

### CFR Cluj

#### 2009–2013
1 lipca 2009 Buș został przeniesiony do seniorskiej drużyny CFR Cluj. Zadebiutował on dla niej 27 sierpnia 2009 w meczu kwalifikacji do Ligi Europy z FK Sarajevo (wyg. 2:1). Pierwszą bramkę zawodnik ten zdobył 21 maja 2011 w przegranym 1:3 spotkaniu przeciwko FCSB. Łącznie dla CFR Cluj w latach 2009–2013 Rumun rozegrał 23 mecze, strzelając 3 gole.

#### 2022–
Buș wrócił do CFR Cluj 1 stycznia 2022.

### Unirea Alba Iulia
1 lipca 2010 Bușa wypożyczono do Unirei Alba Iulia. Debiut dla tego klubu zaliczył on 12 września 2010 w starciu z Petrolul Ploeszti (przeg. 2:0). Ostatecznie w barwach Unirei Alba Iulia Rumun wystąpił 3 razy, nie zdobywając żadnej bramki.

### ASA Târgu Mureș
1 sierpnia 2011 Buș został wypożyczony do ASA Târgu Mureș. Zadebiutował on dla tego zespołu 19 sierpnia 2011 w meczu z CS Mioveni (wyg. 2:0), strzelając też swojego pierwszego gola. Łącznie w barwach ASA Târgu Mureș Rumun wystąpił 23 razy, zdobywając 6 bramek.

### Gaz Metan Mediaș

#### 2012
Bușa wypożyczono do Gazu Metan Mediaș 1 lipca 2012. Debiut dla tego klubu zaliczył on 28 lipca 2012 w przegranym 0:2 spotkaniu przeciwko Pandurii Târgu Jiu. W czasie tego wypożyczenia Rumun rozegrał dla Gazu Metan Mediaș 3 mecze, nie strzelając żadnego gola.

#### 2019–2020
Buș ponownie przeniósł się do Gazu Metan Mediaș 1 lipca 2019. Pierwszy mecz po powrocie rozegrał on 15 lipca 2019. Było to starcie przeciwko Chindii Târgoviște (2:2), strzelając dwa gole. Ostatecznie w latach 2019–2020 w barwach Gazu Metan Mediaș Rumun wystąpił 31 razy, zdobywając 11 bramek.

### Corona Braszów
Buș przeszedł do Corony Braszów 1 lipca 2013. Zadebiutował on dla tego klubu 22 lipca 2013 w meczu z Oțelulem Gałacz (przeg. 0:1). Premierową bramkę zawodnik ten zdobył 15 września 2013 w przegranym 1:2 spotkaniu przeciwko swojej byłej drużynie – Gaz Metan Mediaș. Łącznie dla Corony Braszów Rumun rozegrał 28 meczów, strzelając 9 goli.

### CSKA Sofia
Buș podpisał kontrakt z CSKA Sofia 7 lipca 2014. Debiut dla tego zespołu zaliczył on 20 lipca 2014 w wygranym 0:1 spotkaniu przeciwko Liteksowi Łowecz. Pierwszego gola piłkarz ten strzelił tydzień później w meczu z Lewskim Sofia (wyg. 2:0). Ostatecznie w barwach CSKA Sofia Rumun wystąpił 21 razy, zdobywając 10 bramek.

### Sheffield Wednesday
Buș przeszedł do Sheffield Wednesday 2 lutego 2015 za 800 tys.€. Zadebiutował on dla tego klubu 5 dni później w meczu z Cardiff City (1:1), notując asystę. Pierwszą bramkę zawodnik ten zdobył 4 kwietnia 2015 w zremisowanym 1:1 spotkaniu przeciwko Huddersfield Town. Łącznie dla Sheffield Wednesday Rumun rozegrał 10 meczów, strzelając jednego gola.

### Salernitana
Bușa wypożyczono do Salernitany 1 lutego 2016 na pół roku. Debiut dla tego zespołu zaliczył on 4 dni później w zremisowanym 2:2 spotkaniu przeciwko Delfino Pescara. Premierowego gola piłkarz ten strzelił 1 marca 2016 w meczu z Virtusem Entella, notując asystę. Ostatecznie w barwach Salernitany Rumun wystąpił 10 razy, zdobywając jedną bramkę.

### Astra Giurgiu
Buș przeniósł się do Astry Giurgiu 12 stycznia 2017. Zadebiutował on dla tego klubu 3 lutego 2017 w meczu ze swoim byłym klubem – ASA Târgu Mureș (wyg. 1:0). Pierwszą bramkę zawodnik ten zdobył 6 marca 2017 w wygranym 3:0 spotkaniu przeciwko FC Botoșani. Łącznie dla Astry Giurgiu Rumun rozegrał 14 meczów, strzelając 3 gole.

### Levski Sofia
Buș trafił do Lewskiego Sofia latem 2017. Debiut dla tego zespołu zaliczył on 29 czerwca 2017 w wygranym 3:1 spotkaniu przeciwko FK Sutjeska Nikšić. Pierwszego gola piłkarz ten strzelił 20 lipca 2017 w meczu z Hajdukiem Split (przeg. 1:2). Ostatecznie w barwach Lewskiego Sofia Rumun wystąpił 60 razy, zdobywając 17 bramek.

### FCSB
Buș przeszedł do FCSB 14 lipca 2020. Rumunem zainteresowana była także Legia Warszawa, jednak piłkarz zdecydował się podpisać kontrakt z rumuńskim klubem. Zadebiutował on dla tego zespołu 22 sierpnia 2020 w meczu ze swoim byłym klubem – Astrą Giurgiu (wyg. 0:3), notując asystę. Pierwszą bramkę zawodnik ten zdobył 26 października 2022 w wygranym 5:0 spotkaniu przeciwko FC Hermannstadt. Łącznie dla FCSB Rumun rozegrał 11 meczów, strzelając 2 gole.

### Seongnam FC
Buș przeniósł się do koreańskiego Seongnam FC 21 stycznia 2021. Debiut dla tego klubu zaliczył on 14 marca 2021 w starciu przeciwko Suwon FC (wyg. 1:2), strzelając również swojego pierwszego gola. Ostatecznie w barwach Seongnam FC Rumun wystąpił 19 razy, zdobywając jedną bramkę.

## Kariera reprezentacyjna
Sergiu Buș swoją karierę rozpoczął w Reprezentacji Rumunii U17, dla której rozegrał 3 spotkania, raz wpisując się na listę strzelców. Następnie Bușa przeniesiono do Reprezentacji Rumunii U19, gdzie wystąpił 4 razy, strzelając 2 gole. 2 września 2011 roku Sergiu Buș zadebiutował w Reprezentacji Rumunii U21. Zagrał tam w 5 spotkaniach i zdobył 1 bramkę. Po raz pierwszy Buș został powołany do seniorskiej reprezentacji we wrześniu 2020 roku. Wszystkie mecze rozgrywane wówczas przez Reprezentację Rumunii obejrzał z ławki rezerwowych. Kolejne szansy na występ otrzymał w październiku 2020 roku, jednak tym razem każde spotkanie Buș oglądał z trybun.